# Albert Lladó
Albert Lladó Villanua (Barcelona, 22 de julio de 1980) es escritor, periodista cultural, profesor y editor español.

## Biografía
Es licenciado en Filosofía por la Universidad de Barcelona, postgrado en Periodismo de Proximidad por la Universidad Autónoma de Barcelona y máster en Estudios Comparados de Literatura, Arte y Pensamiento por la Universidad Pompeu Fabra. Se ha formado en dramaturgia en L'Obrador de la Sala Beckett y en el Seminario Internacional Panorama Sur de Buenos Aires. Fundador de Diari Maresme y de la revista Sísifo, y director de las revistas Secundèria y L'Hiperbòlic durante tres años. Ha escrito en Benzina, Qué Leer, Quimera, Revista Ñ y El Ciervo. Ha trabajado, entre otros medios, para radio (RAC1, Vostè primer) y televisión (Betevé, Notícia oberta). También dirige y presenta Interior Maconda, un programa radiofónico de entrevistas culturales i de pensamiento.
Lladó ha publicado los libros de relatos Podemos estar contentos y Cronopios propios, el ensayo Encuentros fortuitos, la recopilación de entrevistas Paraules, el libro de aforismos La realidad es otra, y las novelas La puerta y La travesía de las anguilas. Fue coordinador de la sección de cultura de La Vanguardia, colaborador del suplemento Cultura/s y editor de Revista de Letras.
En el 2014 publicó La Fábrica, y fue seleccionado por el Teatre Nacional de Catalunya (TNC) para estrenar su obra de teatro La mancha. Fue el primer autor novel en el campo teatral que el TNC incorporó entre sus representaciones de teatro a través de su buzón digital de autores. Ha sido también director de l'Escola de Periodisme Cultural y docente del Postgrado Internacional de Escritura en la Facultad Latinoamericana de Ciencias Sociales.
En el 2019 publicó el ensayo La mirada lúcida donde, a partir de las reflexiones de Albert Camus, habla sobre los retos del periodismo actual para que «sea capaz de transformar la información en experiencia» En el 2022 publicó la novela Malpaís. También es autor de Contra la actualidad (2024), un ensayo en el que formula treinta preguntas frente a la robotización del presente. Según manifiesta, muchos de sus proyectos exploran los vasos comunicantes entre periodismo, literatura y pensamiento.
Albert Lladó es profesor de Escritura Creativa en la Escuela de Escritura del Ateneo de Barcelona, de Estudios Culturales y Críticos en la Escuela Massana, profesor de Retórica y Estilística en el Máster de Periodismo Literario, Comunicación y Humanidades en la Universidad Autónoma de Barcelona, y coordina, junto con Marina Garcés, la Escuela de Pensamiento en la red de Bibliotecas de Barcelona.